# Кипчак (Ивановский сельсовет)
Кипча́к (укр. Кипчак, крымскотат. Qıpçaq, Къыпчакъ) — исчезнувшее село в Нижнегорском районе Республики Крым, располагавшееся на юге района, на левом берегу реки Биюк-Карасу, примерно в 1,5 км южнее современного села Заречье.

## История
Первое документальное упоминание села встречается в Камеральном Описании Крыма… 1784 года, судя по которому, в последний период Крымского ханства Кыпчак входил в Насывский кадылык Карасъбазарскаго каймаканства. После присоединения Крыма к России (8) 19 апреля 1783 года, (8) 19 февраля 1784 года, именным указом Екатерины II сенату, на территории бывшего Крымского Ханства была образована Таврическая область и деревня была приписана к Левкопольскому, а после ликвидации в 1787 году Левкопольского — к Феодосийскому уезду Таврической области. После Павловских реформ, с 1796 по 1802 год, входила в Акмечетский уезд Новороссийской губернии. По новому административному делению, после создания 8 (20) октября 1802 года Таврической губернии, Кипчак был включён в состав Урускоджинской волости Феодосийского уезда.
По Ведомости о числе селении, названиях оных, в них дворов… состоящих в Феодосийском уезде от 14 октября 1805 года, в деревне Кипчак числилось 5 дворов и 57 жителей. На военно-топографической карте генерал-майора Мухина 1817 года деревня Капшак обозначена с 8 дворами. После реформы волостного деления 1829 года Кипчак, согласно «Ведомости о казённых волостях Таврической губернии 1829 года», отнесли к Бурюкской волости (переименованной из Урускоджинской). На карте 1836 года в деревне 14 дворов, а на карте 1842 года деревня Кипчак обозначена условным знаком «малая деревня», то есть, менее 5 дворов, но с мечетью
В 1860-х годах, после земской реформы Александра II, деревню приписали к Шейих-Монахской волости. Согласно «Списку населённых мест Таврической губернии по сведениям 1864 г.», составленному по результатам VIII ревизии 1864 года, Кипчак — владельческая русская деревня с 8 дворами и 25 жителями при реке Биюк-Кара-Су. На трёхверстовой карте Шуберта 1865—1876 года деревня Кипчак обозначена с 10 дворами. Видимо, затем деревня опустела, поскольку в «Памятной книге Таврической губернии 1889 года» не записана, а встречается только в «…Памятной книжке Таврической губернии на 1892 год», согласно которой в безземельной деревне Кипчак Андреевской волости, не входившей ни в одно сельское общество, было 22 жителя, у которых домохозяйств не числилось — так обычно описывали поселения арендаторов. В дальнейшем в доступных источниках не встречается.